# レベッカ・シュガー
レベッカ・シュガー（Rebecca Sugar、1987年7月9日 - ）は、アメリカ合衆国のアニメーター、演出家、作曲家。アドベンチャー・タイムで演出に携わった後、スティーブン・ユニバースでカートゥーンネットワークで女性として初めて監督を務める。日本アニメの少女革命ウテナと輪るピングドラムのファンであることを公言している。メリーランド州シルバースプリング出身。

## 初期の人生
シュガーの父ロブによれば、レベッカ・シュガーと彼女の弟スティーブンは、彼が「ユダヤ人の感性」と呼んだ環境下で育った。姉弟はSkypeを介して、両親とハヌッキーヤーの燭台の灯りを観察した。シュガーは、メリーランド州シルバースプリングのスライゴ・パーク・ヒルズ地区で育てられた。